# Samuel Maier
Samuel Maier (3 oktober 1999) is een Oostenrijks skeletonracer. Zijn broer Benjamin Maier is een bobsleeër.

## Carrière
Maier maakte zijn wereldbekerdebuut in het seizoen 2018/19 waar hij maar aan een wedstrijd meedeed. In het seizoen erop deed hij een vol seizoen mee en werd 17e.
Op het wereldkampioenschap 2020 werd hij 19e individueel. Het jaar erop eindigde hij net buiten de top tien in de individuele competitie.
In 2022 nam hij deel aan de Olympische Winterspelen waar hij dertiende werd.

## Resultaten

### Olympische Spelen
| Jaar | Plaats | Resultaat |
| ---- | ------ | --------- |
| 2022 | Peking | 13e       |

### Wereldkampioenschappen
| Jaar | Plaats    | Resultaat       |
| ---- | --------- | --------------- |
| 2020 | Altenberg | 19e Individueel |
| 2021 | Altenberg | 11e Individueel |

### Wereldbeker
Eindklasseringen
| Seizoen   | Rang |
| --------- | ---- |
| 2018/2019 | 32e  |
| 2019/2020 | 17e  |
| 2020/2021 | 14e  |
| 2021/2022 | 14e  |
| 2022/2023 | 22e  |